# Campeón de Campeones 2020-21 Liga de Expansión
El trofeo Campeón de Campeones 2020-21 fue la edición I del Campeón de Campeones de la Liga de Expansión MX. Esta edición será disputada por los campeones de la Liga de Expansión MX correspondientes al Guard1anes 2020 y Guard1anes Clausura 2021, títulos correspondientes a los clubes Tampico Madero y Tepatitlán respectivamente. El Tepatitlán fue el ganador del torneo.
A partir de la temporada 2020-21 este título sustituye al que se otorgaba al Campeón de Ascenso, ya que la Liga de Expansión MX fue fundada en el año 2020 como parte del "Proyecto de Estabilización", el cual tiene como objetivo rescatar a los equipos de la Liga de Ascenso de México con problemas financieros y evitar de esta forma la desaparición de la Segunda División en México, por lo cual no habrá ascensos ni descensos en Primera División durante las próximas 6 temporadas siguientes a la conformación de la Liga de Expansión. Además, busca que los equipos de la Liga MX y del Ascenso MX consoliden proyectos estables que cuenten con bases sólidas, tanto deportivas como administrativas, financieras y de infraestructura.
Como compensación por la suspensión del ascenso a Primera División, el ganador de la serie se llevará un premio económico de $MXN 10 millones, además del trofeo que lo acredita como el campeón de la temporada.

## Sistema de competición
Disputarán la copa Campeón de Campeones 2020-21 los campeones de los torneos Guard1anes 2020 y Guard1anes Clausura 2021.
El club vencedor de la serie y por lo tanto Campeón de Campeones, será aquel que en los dos partidos anote el mayor número de goles. Si al término del tiempo reglamentario del segundo partido el marcador global se encuentra empatado, se agregarán dos tiempos extras de 15 minutos cada uno. De persistir el empate en estos periodos, se procederá a lanzar tiros penales hasta que resulte un vencedor.

## Información de los equipos
| Equipo         | Entrenador        | Estadio    | Ciudad                     |
| -------------- | ----------------- | ---------- | -------------------------- |
| Tampico Madero | Gerardo Espinoza  | Tamaulipas | Tampico Madero, Tamaulipas |
| Tepatitlán     | Francisco Ramírez | Tepa Gómez | Tepatitlán, Jalisco        |

## Partidos
| 19 de mayo de 2021 | Tampico Madero    | 2:0 (0:0) | Tepatitlán | Estadio Tamaulipas, Tampico - Madero                                           |                                                                                |
| 18:30 (UTC -5)     | D. Lajud 59', 61' | Reporte   |            | Asistencia: 2 788 espectadores Árbitro(s): Abraham de Jesús Quirarte Contreras | Asistencia: 2 788 espectadores Árbitro(s): Abraham de Jesús Quirarte Contreras |

| 22 de mayo de 2021                                                                                           | Tepatitlán                                                                               | 2:0 (1:0, 0:0) (t. s.)(5:3 p.)(Global 2:2) | Tampico Madero                                                                         | Estadio Tepa Gómez, Tepatitlán                                      |                                                                     |
| 17:00 (UTC -5)                                                                                               | P. Pérez 37' · S. Castañeda 89'                                                          | Reporte                                    |                                                                                        | Asistencia: 2 545 espectadores Árbitro(s): Jesús Rafael López Valle | Asistencia: 2 545 espectadores Árbitro(s): Jesús Rafael López Valle |
| |                                                                                          | Tiros desde el punto penal                 |                                                                                        |                                                                     |                                                                     |
| | M. Ponce · L. Robles · A. Tecpanécatl · J. Hernández · V. Mañón · E. Rivera · L. Morales |                                            | G. Eguade · D. Lajud · G. Hernández · J. Pérez · C. Robles · O. Manzanarez · L. Flores |                                                                     |                                                                     |
| Tepatitlán Campeón de Campeones 2020-21 de la Liga de Expansión MX. Global 2-2, ganó en serie de penales 5-3 |                                                                                          |                                            |                                                                                        |                                                                     |                                                                     |

### Final - Ida
| 33    | POR   | Kefren Avilés    |     |
| 2     | DEF   | César Bernal     |     |
| 3     | DEF   | Oscar Manzanarez |     |
| 8     | DEF   | Marco Ruíz       |     |
| 13    | DEF   | Carlos Robles    |     |
| 17    | DEF   | Rivaldo Lozano   | 83' |
| 19    | MED   | Edson García     |     |
| 6     | MED   | Aldo López       |     |
| 7     | MED   | Daniel Lajud     | 83' |
| 9     | MED   | Nahúm Gómez      | 74' |
| 11    | DEL   | Antonio López    | 74' |
| D. T. | D. T. | Gerardo Espinoza |     |

| 1     | POR   | Andrés Sánchez    |     |
| 5     | DEF   | Sergio Ceballos   | 52' |
| 14    | DEF   | Javi Medina       |     |
| 19    | DEF   | Said Castañeda    |     |
| 6     | MED   | Pavel Pérez       | 80' |
| 7     | MED   | Ángel Tecpanécatl |     |
| 8     | MED   | Luis Morales      | 62' |
| 18    | MED   | Luis Robles       |     |
| 25    | MED   | Alexis Juárez     | 45' |
| 9     | DEL   | Víctor Mañón      | 80' |
| 27    | DEL   | David Angulo      |     |
| D. T. | D. T. | Francisco Ramírez |     |

| 10 | Delantero      | Giovani Hernández | 74' |
| 9  | Delantero      | Fabián Salas      | 74' |
| 14 | Centrocampista | Joel Pérez        | 83' |
| 16 | Defensa        | Daniel Hernández  | 83' |

| 16 | Centrocampista | Cristian González | 45' |
| 4  | Defensa        | Daniel Aguiñaga   | 52' |
| 26 | Centrocampista | Luis Márquez      | 62' |
| 2  | Defensa        | Mizael Ponce      | 80' |
| 33 | Centrocampista | Jorge Lumbreras   | 80' |

| 59' · 61' | Daniel Lajud | 1:0 2:0 |

| 30' | Daniel Lajud |

| 5' · 13' · 55' | Alexis Juárez Luis Robles Ángel Tecpanécatl |

| Principal  | Abraham de Jesús Quirarte Contreras |
| Asistentes | Manuel Alfonso Martínez Sánchez     |
|            | Jaime Daniel González Ramírez       |
| Cuarto     | Ismael Rosario López Peñuelas       |

|                    |     |     |
| Tiros a puerta     | 4   | 3   |
| Faltas             | 2   | 6   |
| Saques de esquina  | 3   | 4   |
| Penaltis           | 0   | 0   |
| Fueras de juego    | 0   | 0   |
| Posesión del balón | 48% | 52% |

| Alineación inicial |

| 33    | POR   | Kefren Avilés    |     |
| 2     | DEF   | César Bernal     |     |
| 3     | DEF   | Oscar Manzanarez |     |
| 8     | DEF   | Marco Ruíz       |     |
| 13    | DEF   | Carlos Robles    |     |
| 17    | DEF   | Rivaldo Lozano   | 83' |
| 19    | MED   | Edson García     |     |
| 6     | MED   | Aldo López       |     |
| 7     | MED   | Daniel Lajud     | 83' |
| 9     | MED   | Nahúm Gómez      | 74' |
| 11    | DEL   | Antonio López    | 74' |
| D. T. | D. T. | Gerardo Espinoza |     |

| 1     | POR   | Andrés Sánchez    |     |
| 5     | DEF   | Sergio Ceballos   | 52' |
| 14    | DEF   | Javi Medina       |     |
| 19    | DEF   | Said Castañeda    |     |
| 6     | MED   | Pavel Pérez       | 80' |
| 7     | MED   | Ángel Tecpanécatl |     |
| 8     | MED   | Luis Morales      | 62' |
| 18    | MED   | Luis Robles       |     |
| 25    | MED   | Alexis Juárez     | 45' |
| 9     | DEL   | Víctor Mañón      | 80' |
| 27    | DEL   | David Angulo      |     |
| D. T. | D. T. | Francisco Ramírez |     |

| 10 | Delantero      | Giovani Hernández | 74' |
| 9  | Delantero      | Fabián Salas      | 74' |
| 14 | Centrocampista | Joel Pérez        | 83' |
| 16 | Defensa        | Daniel Hernández  | 83' |

| 16 | Centrocampista | Cristian González | 45' |
| 4  | Defensa        | Daniel Aguiñaga   | 52' |
| 26 | Centrocampista | Luis Márquez      | 62' |
| 2  | Defensa        | Mizael Ponce      | 80' |
| 33 | Centrocampista | Jorge Lumbreras   | 80' |

| 59' · 61' | Daniel Lajud | 1:0 2:0 |

| 30' | Daniel Lajud |

| 5' · 13' · 55' | Alexis Juárez Luis Robles Ángel Tecpanécatl |

| Principal  | Abraham de Jesús Quirarte Contreras |
| Asistentes | Manuel Alfonso Martínez Sánchez     |
|            | Jaime Daniel González Ramírez       |
| Cuarto     | Ismael Rosario López Peñuelas       |

|                    |     |     |
| Tiros a puerta     | 4   | 3   |
| Faltas             | 2   | 6   |
| Saques de esquina  | 3   | 4   |
| Penaltis           | 0   | 0   |
| Fueras de juego    | 0   | 0   |
| Posesión del balón | 48% | 52% |

| Alineación inicial |

| 33    | POR   | Kefren Avilés    |     |
| 2     | DEF   | César Bernal     |     |
| 3     | DEF   | Oscar Manzanarez |     |
| 8     | DEF   | Marco Ruíz       |     |
| 13    | DEF   | Carlos Robles    |     |
| 17    | DEF   | Rivaldo Lozano   | 83' |
| 19    | MED   | Edson García     |     |
| 6     | MED   | Aldo López       |     |
| 7     | MED   | Daniel Lajud     | 83' |
| 9     | MED   | Nahúm Gómez      | 74' |
| 11    | DEL   | Antonio López    | 74' |
| D. T. | D. T. | Gerardo Espinoza |     |

| 1     | POR   | Andrés Sánchez    |     |
| 5     | DEF   | Sergio Ceballos   | 52' |
| 14    | DEF   | Javi Medina       |     |
| 19    | DEF   | Said Castañeda    |     |
| 6     | MED   | Pavel Pérez       | 80' |
| 7     | MED   | Ángel Tecpanécatl |     |
| 8     | MED   | Luis Morales      | 62' |
| 18    | MED   | Luis Robles       |     |
| 25    | MED   | Alexis Juárez     | 45' |
| 9     | DEL   | Víctor Mañón      | 80' |
| 27    | DEL   | David Angulo      |     |
| D. T. | D. T. | Francisco Ramírez |     |

| 10 | Delantero      | Giovani Hernández | 74' |
| 9  | Delantero      | Fabián Salas      | 74' |
| 14 | Centrocampista | Joel Pérez        | 83' |
| 16 | Defensa        | Daniel Hernández  | 83' |

| 16 | Centrocampista | Cristian González | 45' |
| 4  | Defensa        | Daniel Aguiñaga   | 52' |
| 26 | Centrocampista | Luis Márquez      | 62' |
| 2  | Defensa        | Mizael Ponce      | 80' |
| 33 | Centrocampista | Jorge Lumbreras   | 80' |

| 59' · 61' | Daniel Lajud | 1:0 2:0 |

| 30' | Daniel Lajud |

| 5' · 13' · 55' | Alexis Juárez Luis Robles Ángel Tecpanécatl |

| Principal  | Abraham de Jesús Quirarte Contreras |
| Asistentes | Manuel Alfonso Martínez Sánchez     |
|            | Jaime Daniel González Ramírez       |
| Cuarto     | Ismael Rosario López Peñuelas       |

|                    |     |     |
| Tiros a puerta     | 4   | 3   |
| Faltas             | 2   | 6   |
| Saques de esquina  | 3   | 4   |
| Penaltis           | 0   | 0   |
| Fueras de juego    | 0   | 0   |
| Posesión del balón | 48% | 52% |

| Alineación inicial |

| 33    | POR   | Kefren Avilés    |     |
| 2     | DEF   | César Bernal     |     |
| 3     | DEF   | Oscar Manzanarez |     |
| 8     | DEF   | Marco Ruíz       |     |
| 13    | DEF   | Carlos Robles    |     |
| 17    | DEF   | Rivaldo Lozano   | 83' |
| 19    | MED   | Edson García     |     |
| 6     | MED   | Aldo López       |     |
| 7     | MED   | Daniel Lajud     | 83' |
| 9     | MED   | Nahúm Gómez      | 74' |
| 11    | DEL   | Antonio López    | 74' |
| D. T. | D. T. | Gerardo Espinoza |     |

| 1     | POR   | Andrés Sánchez    |     |
| 5     | DEF   | Sergio Ceballos   | 52' |
| 14    | DEF   | Javi Medina       |     |
| 19    | DEF   | Said Castañeda    |     |
| 6     | MED   | Pavel Pérez       | 80' |
| 7     | MED   | Ángel Tecpanécatl |     |
| 8     | MED   | Luis Morales      | 62' |
| 18    | MED   | Luis Robles       |     |
| 25    | MED   | Alexis Juárez     | 45' |
| 9     | DEL   | Víctor Mañón      | 80' |
| 27    | DEL   | David Angulo      |     |
| D. T. | D. T. | Francisco Ramírez |     |

| 10 | Delantero      | Giovani Hernández | 74' |
| 9  | Delantero      | Fabián Salas      | 74' |
| 14 | Centrocampista | Joel Pérez        | 83' |
| 16 | Defensa        | Daniel Hernández  | 83' |

| 16 | Centrocampista | Cristian González | 45' |
| 4  | Defensa        | Daniel Aguiñaga   | 52' |
| 26 | Centrocampista | Luis Márquez      | 62' |
| 2  | Defensa        | Mizael Ponce      | 80' |
| 33 | Centrocampista | Jorge Lumbreras   | 80' |

| 59' · 61' | Daniel Lajud | 1:0 2:0 |

| 30' | Daniel Lajud |

| 5' · 13' · 55' | Alexis Juárez Luis Robles Ángel Tecpanécatl |

| Principal  | Abraham de Jesús Quirarte Contreras |
| Asistentes | Manuel Alfonso Martínez Sánchez     |
|            | Jaime Daniel González Ramírez       |
| Cuarto     | Ismael Rosario López Peñuelas       |

|                    |     |     |
| Tiros a puerta     | 4   | 3   |
| Faltas             | 2   | 6   |
| Saques de esquina  | 3   | 4   |
| Penaltis           | 0   | 0   |
| Fueras de juego    | 0   | 0   |
| Posesión del balón | 48% | 52% |

| Alineación inicial |

### Final - Vuelta
| 1     | POR   | Andrés Sánchez    |     |
| 4     | DEF   | Daniel Aguiñaga   | 61' |
| 14    | DEF   | Javi Medina       | 54' |
| 19    | DEF   | Said Castañeda    |     |
| 6     | MED   | Pavel Pérez       |     |
| 7     | MED   | Ángel Tecpanécatl |     |
| 18    | MED   | Luis Robles       |     |
| 10    | MED   | Edson Rivera      |     |
| 9     | DEL   | Víctor Mañón      |     |
| 23    | DEL   | Diego Medina      | 45' |
| 27    | DEL   | Juan Angulo       | 54' |
| D. T. | D. T. | Francisco Ramírez |     |

| 33    | POR   | Kefren Avilés    |      |
| 2     | DEF   | César Bernal     | 86'  |
| 3     | DEF   | Oscar Manzanarez |      |
| 8     | DEF   | Marco Ruíz       | 86'  |
| 13    | DEF   | Carlos Robles    |      |
| 17    | DEF   | Rivaldo Lozano   |      |
| 19    | MED   | Edson García     |      |
| 6     | MED   | Aldo López       | 105' |
| 7     | MED   | Daniel Lajud     |      |
| 9     | MED   | Nahúm Gómez      | 45'  |
| 11    | DEL   | Antonio López    | 81'  |
| D. T. | D. T. | Gerardo Espinoza |      |

| 26 | Centrocampista | Luis Márquez          | 45' |
| 8  | Centrocampista | Luis Morales          | 54' |
| 16 | Centrocampista | Cristian González 73' | 54' |
| 20 | Delantero      | Javier Hernández      | 61' |
| 33 | Centrocampista | Jorge Lumbreras       | 73' |

| 10 | Delantero      | Giovani Hernández | 45'  |
| 31 | Delantero      | Fabián Salas      | 81'  |
| 16 | Defensa        | Daniel Hernández  | 86'  |
| 5  | Centrocampista | Germán Eguade     | 85'  |
| 14 | Centrocampista | Joel Pérez        | 105' |

| 37' · 89' | Pavel Pérez Said Castañeda | 1:0 2:0 |

| Acierto de penal · Fallo de penal · Acierto de penal · Fallo de penal · Acierto de penal · Acierto de penal · Acierto de penal | Mizael Ponce Luis Robles Ángel Tecpanécatl Javier Hernández Víctor Mañón Edson Rivera Luis Morales | 1:0 2:0 2:1 3:2 4:2 5:3 |

| Fallo de penal · Fallo de penal · Acierto de penal · Acierto de penal · Fallo de penal · Acierto de penal · Fallo de penal | Germán Eguade Daniel Lajud Giovani Hernández Joel Pérez Carlos Robles Oscar Manzanarez Luis Flores | 1:0 2:1 2:2 3:2 4:3 5:3 |

| 45+3' · 63' · 78' | Javi Medina Ángel Tecpanécatl Said Castañeda |

| 46' · 51' · 67' · 80' · 82' | Marco Ruíz César Bernal Gerardo Espinoza Edson García Rivaldo Lozano |

| 88' | Nahúm Gómez |

| Principal  | Jesús Rafael López Valle           |
| Asistentes | Leonardo Javier Castillo Rodríguez |
|            | Jessica Fernanda Morales Morales   |
| Cuarto     | Martín Molina Astorga              |

|                    |     |     |
| Saques de esquina  | 1   | 4   |
| Penaltis           | 0   | 0   |
| Posesión del balón | 48% | 52% |

| Alineación inicial |

| 1     | POR   | Andrés Sánchez    |     |
| 4     | DEF   | Daniel Aguiñaga   | 61' |
| 14    | DEF   | Javi Medina       | 54' |
| 19    | DEF   | Said Castañeda    |     |
| 6     | MED   | Pavel Pérez       |     |
| 7     | MED   | Ángel Tecpanécatl |     |
| 18    | MED   | Luis Robles       |     |
| 10    | MED   | Edson Rivera      |     |
| 9     | DEL   | Víctor Mañón      |     |
| 23    | DEL   | Diego Medina      | 45' |
| 27    | DEL   | Juan Angulo       | 54' |
| D. T. | D. T. | Francisco Ramírez |     |

| 33    | POR   | Kefren Avilés    |      |
| 2     | DEF   | César Bernal     | 86'  |
| 3     | DEF   | Oscar Manzanarez |      |
| 8     | DEF   | Marco Ruíz       | 86'  |
| 13    | DEF   | Carlos Robles    |      |
| 17    | DEF   | Rivaldo Lozano   |      |
| 19    | MED   | Edson García     |      |
| 6     | MED   | Aldo López       | 105' |
| 7     | MED   | Daniel Lajud     |      |
| 9     | MED   | Nahúm Gómez      | 45'  |
| 11    | DEL   | Antonio López    | 81'  |
| D. T. | D. T. | Gerardo Espinoza |      |

| 26 | Centrocampista | Luis Márquez          | 45' |
| 8  | Centrocampista | Luis Morales          | 54' |
| 16 | Centrocampista | Cristian González 73' | 54' |
| 20 | Delantero      | Javier Hernández      | 61' |
| 33 | Centrocampista | Jorge Lumbreras       | 73' |

| 10 | Delantero      | Giovani Hernández | 45'  |
| 31 | Delantero      | Fabián Salas      | 81'  |
| 16 | Defensa        | Daniel Hernández  | 86'  |
| 5  | Centrocampista | Germán Eguade     | 85'  |
| 14 | Centrocampista | Joel Pérez        | 105' |

| 37' · 89' | Pavel Pérez Said Castañeda | 1:0 2:0 |

| Acierto de penal · Fallo de penal · Acierto de penal · Fallo de penal · Acierto de penal · Acierto de penal · Acierto de penal | Mizael Ponce Luis Robles Ángel Tecpanécatl Javier Hernández Víctor Mañón Edson Rivera Luis Morales | 1:0 2:0 2:1 3:2 4:2 5:3 |

| Fallo de penal · Fallo de penal · Acierto de penal · Acierto de penal · Fallo de penal · Acierto de penal · Fallo de penal | Germán Eguade Daniel Lajud Giovani Hernández Joel Pérez Carlos Robles Oscar Manzanarez Luis Flores | 1:0 2:1 2:2 3:2 4:3 5:3 |

| 45+3' · 63' · 78' | Javi Medina Ángel Tecpanécatl Said Castañeda |

| 46' · 51' · 67' · 80' · 82' | Marco Ruíz César Bernal Gerardo Espinoza Edson García Rivaldo Lozano |

| 88' | Nahúm Gómez |

| Principal  | Jesús Rafael López Valle           |
| Asistentes | Leonardo Javier Castillo Rodríguez |
|            | Jessica Fernanda Morales Morales   |
| Cuarto     | Martín Molina Astorga              |

|                    |     |     |
| Saques de esquina  | 1   | 4   |
| Penaltis           | 0   | 0   |
| Posesión del balón | 48% | 52% |

| Alineación inicial |

| 1     | POR   | Andrés Sánchez    |     |
| 4     | DEF   | Daniel Aguiñaga   | 61' |
| 14    | DEF   | Javi Medina       | 54' |
| 19    | DEF   | Said Castañeda    |     |
| 6     | MED   | Pavel Pérez       |     |
| 7     | MED   | Ángel Tecpanécatl |     |
| 18    | MED   | Luis Robles       |     |
| 10    | MED   | Edson Rivera      |     |
| 9     | DEL   | Víctor Mañón      |     |
| 23    | DEL   | Diego Medina      | 45' |
| 27    | DEL   | Juan Angulo       | 54' |
| D. T. | D. T. | Francisco Ramírez |     |

| 33    | POR   | Kefren Avilés    |      |
| 2     | DEF   | César Bernal     | 86'  |
| 3     | DEF   | Oscar Manzanarez |      |
| 8     | DEF   | Marco Ruíz       | 86'  |
| 13    | DEF   | Carlos Robles    |      |
| 17    | DEF   | Rivaldo Lozano   |      |
| 19    | MED   | Edson García     |      |
| 6     | MED   | Aldo López       | 105' |
| 7     | MED   | Daniel Lajud     |      |
| 9     | MED   | Nahúm Gómez      | 45'  |
| 11    | DEL   | Antonio López    | 81'  |
| D. T. | D. T. | Gerardo Espinoza |      |

| 26 | Centrocampista | Luis Márquez          | 45' |
| 8  | Centrocampista | Luis Morales          | 54' |
| 16 | Centrocampista | Cristian González 73' | 54' |
| 20 | Delantero      | Javier Hernández      | 61' |
| 33 | Centrocampista | Jorge Lumbreras       | 73' |

| 10 | Delantero      | Giovani Hernández | 45'  |
| 31 | Delantero      | Fabián Salas      | 81'  |
| 16 | Defensa        | Daniel Hernández  | 86'  |
| 5  | Centrocampista | Germán Eguade     | 85'  |
| 14 | Centrocampista | Joel Pérez        | 105' |

| 37' · 89' | Pavel Pérez Said Castañeda | 1:0 2:0 |

| Acierto de penal · Fallo de penal · Acierto de penal · Fallo de penal · Acierto de penal · Acierto de penal · Acierto de penal | Mizael Ponce Luis Robles Ángel Tecpanécatl Javier Hernández Víctor Mañón Edson Rivera Luis Morales | 1:0 2:0 2:1 3:2 4:2 5:3 |

| Fallo de penal · Fallo de penal · Acierto de penal · Acierto de penal · Fallo de penal · Acierto de penal · Fallo de penal | Germán Eguade Daniel Lajud Giovani Hernández Joel Pérez Carlos Robles Oscar Manzanarez Luis Flores | 1:0 2:1 2:2 3:2 4:3 5:3 |

| 45+3' · 63' · 78' | Javi Medina Ángel Tecpanécatl Said Castañeda |

| 46' · 51' · 67' · 80' · 82' | Marco Ruíz César Bernal Gerardo Espinoza Edson García Rivaldo Lozano |

| 88' | Nahúm Gómez |

| Principal  | Jesús Rafael López Valle           |
| Asistentes | Leonardo Javier Castillo Rodríguez |
|            | Jessica Fernanda Morales Morales   |
| Cuarto     | Martín Molina Astorga              |

|                    |     |     |
| Saques de esquina  | 1   | 4   |
| Penaltis           | 0   | 0   |
| Posesión del balón | 48% | 52% |

| Alineación inicial |

| 1     | POR   | Andrés Sánchez    |     |
| 4     | DEF   | Daniel Aguiñaga   | 61' |
| 14    | DEF   | Javi Medina       | 54' |
| 19    | DEF   | Said Castañeda    |     |
| 6     | MED   | Pavel Pérez       |     |
| 7     | MED   | Ángel Tecpanécatl |     |
| 18    | MED   | Luis Robles       |     |
| 10    | MED   | Edson Rivera      |     |
| 9     | DEL   | Víctor Mañón      |     |
| 23    | DEL   | Diego Medina      | 45' |
| 27    | DEL   | Juan Angulo       | 54' |
| D. T. | D. T. | Francisco Ramírez |     |

| 33    | POR   | Kefren Avilés    |      |
| 2     | DEF   | César Bernal     | 86'  |
| 3     | DEF   | Oscar Manzanarez |      |
| 8     | DEF   | Marco Ruíz       | 86'  |
| 13    | DEF   | Carlos Robles    |      |
| 17    | DEF   | Rivaldo Lozano   |      |
| 19    | MED   | Edson García     |      |
| 6     | MED   | Aldo López       | 105' |
| 7     | MED   | Daniel Lajud     |      |
| 9     | MED   | Nahúm Gómez      | 45'  |
| 11    | DEL   | Antonio López    | 81'  |
| D. T. | D. T. | Gerardo Espinoza |      |

| 26 | Centrocampista | Luis Márquez          | 45' |
| 8  | Centrocampista | Luis Morales          | 54' |
| 16 | Centrocampista | Cristian González 73' | 54' |
| 20 | Delantero      | Javier Hernández      | 61' |
| 33 | Centrocampista | Jorge Lumbreras       | 73' |

| 10 | Delantero      | Giovani Hernández | 45'  |
| 31 | Delantero      | Fabián Salas      | 81'  |
| 16 | Defensa        | Daniel Hernández  | 86'  |
| 5  | Centrocampista | Germán Eguade     | 85'  |
| 14 | Centrocampista | Joel Pérez        | 105' |

| 37' · 89' | Pavel Pérez Said Castañeda | 1:0 2:0 |

| Acierto de penal · Fallo de penal · Acierto de penal · Fallo de penal · Acierto de penal · Acierto de penal · Acierto de penal | Mizael Ponce Luis Robles Ángel Tecpanécatl Javier Hernández Víctor Mañón Edson Rivera Luis Morales | 1:0 2:0 2:1 3:2 4:2 5:3 |

| Fallo de penal · Fallo de penal · Acierto de penal · Acierto de penal · Fallo de penal · Acierto de penal · Fallo de penal | Germán Eguade Daniel Lajud Giovani Hernández Joel Pérez Carlos Robles Oscar Manzanarez Luis Flores | 1:0 2:1 2:2 3:2 4:3 5:3 |

| 45+3' · 63' · 78' | Javi Medina Ángel Tecpanécatl Said Castañeda |

| 46' · 51' · 67' · 80' · 82' | Marco Ruíz César Bernal Gerardo Espinoza Edson García Rivaldo Lozano |

| 88' | Nahúm Gómez |

| Principal  | Jesús Rafael López Valle           |
| Asistentes | Leonardo Javier Castillo Rodríguez |
|            | Jessica Fernanda Morales Morales   |
| Cuarto     | Martín Molina Astorga              |

|                    |     |     |
| Saques de esquina  | 1   | 4   |
| Penaltis           | 0   | 0   |
| Posesión del balón | 48% | 52% |

| Alineación inicial |

| Campeón de Campeones 2020-21 |
| ---------------------------- |
|                              |
| Tepatitlán                   |
| 1° Título                    |